# رونالد (اسم)
رونالد (بالإنجليزية: Ronald)‏ هو اسم علم شخصي مذكر إنجليزي من أصل نوردي، هذا الاسم مشتق من كلمة روغنفالد النوردي القديم وهذه الكلمة مكونة من مقطعين روغن ألتي تعني قرار و فالد ألتي تعني الحاكم وتعني حاكم القرار أو متخذ القرار وهو اللقب ألذي كان يطلق على زعماء الفايكنغ. لهذا الاسم انتشار كبير في الدول الأنجلوسكسونية، وله أشكال أخرى مثل روني ورونا ورونالدو في اللغات اللاتينية، و رونيتا.

## الشخصيات
- رونالد ريغان رئيس أمريكي
- رونالد كومان لاعب ومدرب كرة قدم هولندي
- رونالد دوركين فيلسوف ومحامي أمريكي
- رونالد فيشر عالم أحياء إنجليزي
- رونالد روس طبيب إنجليزي
- رونالد دي بور لاعب كرة قدم هولندي
- رونالد ألين ممثل إنجليزي
- رونالد أوغوينو لاعب كرة قدم بوليفي
- رونالد أجينور لاعب كرة مضرب هاييتي
- رونالد جونسون سياسي أمريكي
- رونالد جيه غاران رائد فضاء أمريكي
- رونالد كولمان ممثل إنجليزي
- رونالد ريفست عالم ومهندس حواسيب أمريكي
- رونالد رالديس لاعب كرة قدم بوليفي
- رونالد زيهرفيلد ممثل ألماني
- رونالد زوبار لاعب كرة قدم فرنسي
- رونالد غراهام رياضياتي أمريكي
- رونالد غوميز لاعب كرة قدم كوستاريكي
- رونالد غولياس ممثل برازيلي
- رونالد غامارا هيريرا سياسي بيروفي
- رونالد غارسيا لاعب كرة قدم بيروفي
- رونالد غيركاليو لاعب كرة قدم نمساوي
- رونالد فارغاس لاعب كرة قدم فنزويلي
- رونالد فيربيرن عالم نفس اسكتلندي
- رونالد فوينتس لاعب كرة قدم تشيلي
- رونالد كوس مؤرخ إنجليزي
- رونالد لودر رجل أعمال أمريكي
- رونالد لينغ عالم نفس اسكتلندي
- رونالد مور ممثل أمريكي
- رونالد ميلر منتج أفلام ولاعب كرة قدم أمريكية
- رونالد ماكنير فيزيائي ورائد فضاء أمريكي
- رونالد موراي لاعب كرة سلة أمريكي
- رونالد نيوم مخرج أمريكي
- رونالد نوبل محامي أمريكي
- رونالد هوتون مؤرخ إنجليزي
- رونالد واين رجل أعمال أمريكي

### شخصيات خيالية
- رونالد أوبوس بطل قصة بوليسية
- رونالد ماكدونالد تعويذة شركة ماكدونالدز
- رونالد ويزلي أحدة شخصيات هاري بوتر